# 9è Congrés Nacional del Partit Comunista de la Xina
El 9è Congrés Nacional del Partit Comunista de la Xina va ser un congrés celebrat durant l'apogeu de la Revolució Cultural. Va començar a Pequín, al Gran Saló del Poble, entre l'1 i el 24 d'abril de 1969. El Congrés va elegir el 9è Comitè Central del Partit Comunista de la Xina. El Congrés va destacar per la ratificació de la purga de Liu Shaoqi i Deng Xiaoping, i l'ascens dels aliats de Mao al poder.
El Congrés es va inaugurar amb 1.512 delegats, tot i que no van ser tots membres del Partit. Un número significatiu va representar diferents grups de la Guàrdia Roja i un augment significatiu de representants formava part l'Exèrcit Roig, la majoria dels quals lleials a Lin Biao.
Lin Biao va ser l'encarregat de llegir l'informe polític al congrés. Aquest va remarcar la importància de la "revolució contínua", és a dir, la revolució que enderrocaria els elements burgesos presents en les estructures burocràtiques del Partit i els intentes de restauració capitalista. La lectura de l'informe va ser fortament aplaudida pels delegats i sovint interrompuda per càntics de diferents consignes. El Congrés va titllar Liu Shaoqi d '"exemplificació de la burgesia".
El Congrés va ratificar la ideologia de "revolució continuada" de Mao i va ser inclosa a la Constitució del Partit.
La Secretaria Central i la Comissió Central de Control (el predecessor de la Comissió Central d'Inspecció de la Disciplina) van ser abolits durant el congrés. El Congrés va elegir els 170 membres de ple dret i els 109 membres suplents del 9è Comitè Central. D'aquests membres, només 53 formaven part del 8è Comitè Central.
Després que Deng Xiaoping prengués el poder el 1978, es va titllar el Congrés d'"incorrecte ideològicament, política i organitzativa". Les directrius del congrés van ser, en general, errònies".